# Orthogrammica transiens
Orthogrammica transiens là một loài bướm đêm trong họ Noctuidae.